# ساندور سابو
ساندور سابو (بالمجرية: Szabó Sándor)‏ هو سباح مجري، ولد في 29 مارس 1951 في بودابست في المجر.

## روابط خارجية
- ساندور سابو على موقع أوليمبيديا (الإنجليزية)